# Light Lake
Light Lake är en sjö i Antarktis. Den ligger på Signy Island i Sydorkneyöarna. Argentina och Storbritannien gör anspråk på området. Light Lake ligger 53 meter över havet. 
I övrigt finns följande vid Light Lake:
- Amos Lake (en sjö)
- Spirogyra Lake (en sjö)
- Strombus Ridge (en bergstopp)